# 宦乡

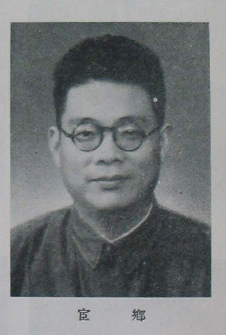
宦鄉近照

宦乡（1910年11月—1989年2月），男，贵州遵义人，中华人民共和国外交官。

## 生平
宦乡1932年自上海交通大学肄业后，曾前往日本、英国留学。回国后任职于武汉、宜昌、上海等地海关。抗日战争期间出任江西《前线日报》副社长兼总编辑。1945年起，历任上海《文汇报》副总编、天津《进步日报》总主笔等职。1948年加入中国共产党。
中华人民共和国成立后，出任外交部欧洲司司长。1954年，作为中华人民共和国代表团一员参加日内瓦会议。1954年至1962年间任中国驻英国代办处常任代办。1962年回国后任外交部部长助理兼研究室主任。1976年任中国驻比利时大使，同时兼任驻卢森堡大使、驻欧洲经济共同体使团团长。1978年起出任中国社会科学院党委书记、副院长。1980年获英国格拉斯哥大学荣誉法学博士学位。次年被授予伦敦政治经济学院荣誉院士称号。1982年起兼任中国法学会副会长，国务院国际问题研究中心总干事、党组书记，中国太平洋经济合作全国委员会会长，台湾研究会会长等职。1989年2月逝世。